# 鲍威尔湖怪兽
鲍威尔湖怪兽（英文：Lake Powell Monster），当地居民称其为为Skin Fin，是指出没于美国亚利桑那州鲍威尔湖的神秘动物。鲍威尔湖怪兽最著名的目击发生在1958年8月，11岁的埃里克·帕吉特（Erick Padgett）被湖怪追逐，幸运的是埃里克的父亲立刻驾船将其救下。在那之后，一个由当地居民组成的搜索队对鲍威尔湖进行搜寻，但未有发现怪物的踪迹。
1959年2月，一具长4英尺（1.2米）、重40磅（18.1千克）的神秘动物尸体被发现。据《新闻先驱报》（The News Herald ）的报道，这具腐烂尸体的头部被切下送往华盛顿特区的史密森尼学会，研究人员认为这是一只黑边鳍真鲨。在2005年，有研究者前往史密森尼学会寻找鲍威尔湖怪兽头部标本，但却被告知标本已经失踪，由于缺乏当年的在场人员信息，因此无法展开寻找。埃里克·帕吉特曾对研究者表示，袭击他的动物是一只哺乳动物，可能是水獭。鲍威尔湖怪兽通常被认为是巨型河狸或水獭，另一种可能则是鲨鱼，但亦有观点认为是蛇颈龙。
最近的目击来自2011年7月31日与2011年8月1日，两次目击共7名目击者，水面平静且没有船只，其中一名目击者目测水怪长度为50英尺（15.2米）。